# Беллаид, Хабиб
Хаби́б Мохаме́д Беллаи́д (араб. حبيب بلعيد‎, фр. Habib Mohamed Bellaïd; род. 28 марта 1986, Бобиньи) — алжирский и французский футболист, центральный защитник.

## Биография

### Клубная карьера
Профессиональную карьеру Беллаид начал в клубе «Страсбур», в котором он провёл три сезона и обратил на себя внимание сильных европейских клубов. В 2008 году Беллаид перешёл за 2,5 млн € в немецкий «Айнтрахт» и в первом сезоне сыграл 22 матча в Бундеслиге, но в нём его карьера не заладилась, и через год он вернулся в «Страсбур» на правах аренды. В 2010 году по просьбе самого игрока он был отдан в аренду в более сильный, чем «Страсбур», клуб, играющий в Лиге 1 — «Булонь».
С 2010 года в течение нескольких лет играл в низших дивизионах Франции и Германии. В сезоне 2013/14 выступал в чемпионате Алжира за «МК Алжир» и стал обладателем Кубка страны, а в августе 2014 года провёл 2 матча в чемпионате Туниса за «Сфаксьен». Летом 2015 года играл в высшем дивизионе Норвегии за «Сарпсборг 08», провёл 6 матчей. После этого снова выступал во Франции за клубы низших дивизионов.

### Карьера в сборной
Беллаид родился во Франции, но имеет алжирские корни, поэтому он мог представлять на международном уровне как сборную Франции, так и сборную Алжира. Первоначально Беллаид выступал за юношеские сборные Франции, но всё же принял решение выступать за Алжир. 28 мая 2010 года Беллаид дебютировал в составе национальной сборной Алжира в матче против сборной Ирландии, к настоящему моменту этот матч остается его единственным матчем за сборную. Беллаид участвовал в составе сборной Алжира в чемпионате мира 2010.